# Bryum timmiostomoides
Bryum timmiostomoides är en bladmossart som beskrevs av Philibert 1898. Bryum timmiostomoides ingår i släktet bryummossor, och familjen Bryaceae. Inga underarter finns listade i Catalogue of Life.